# Łarpia
Łarpia (do 1945 niem. Larpe) – ramię boczne rzeki Odry w mieście Police na Pomorzu Zachodnim. 

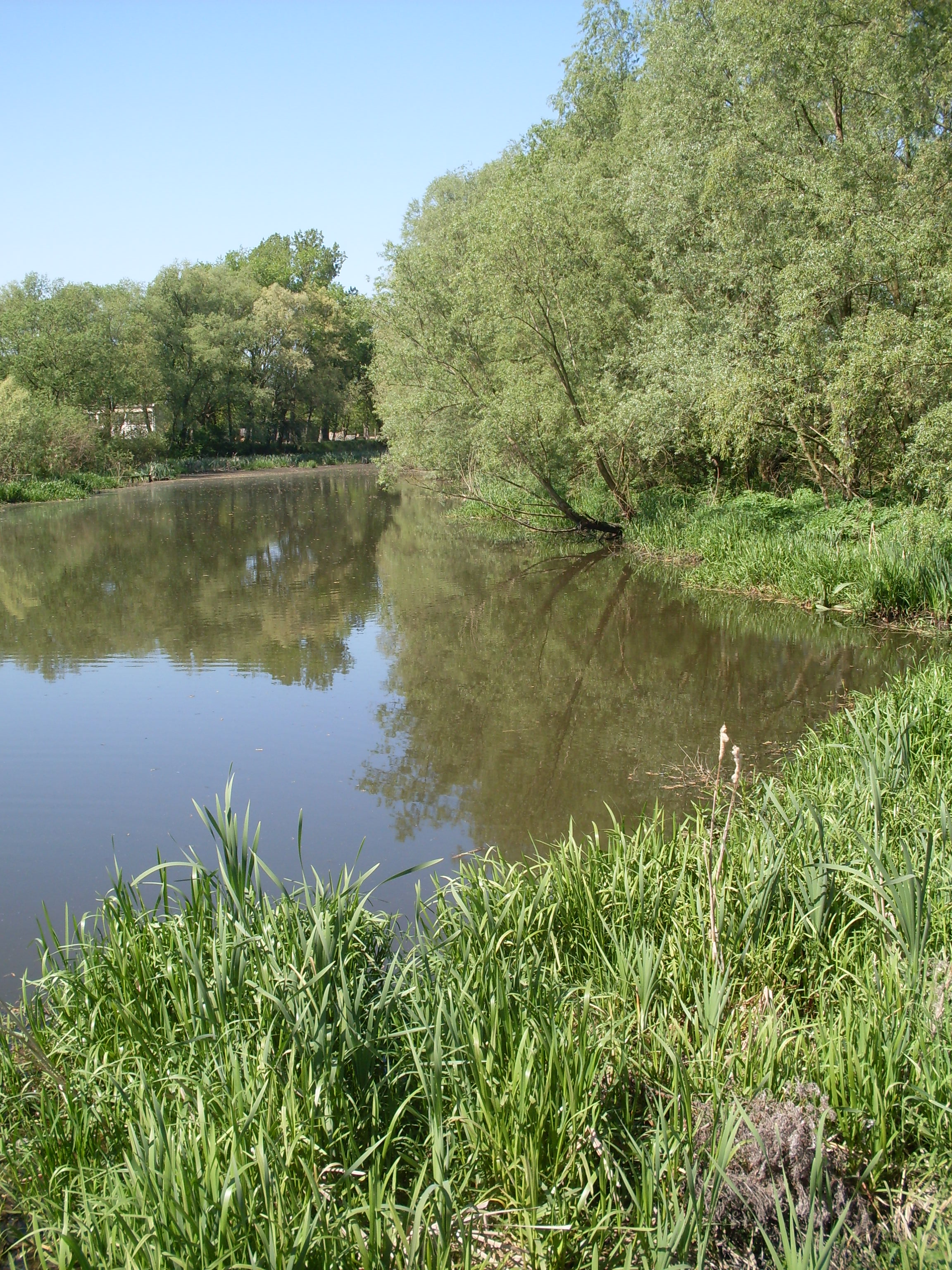
Łarpia wiosną

Wody Łarpi wraz z wodami głównego nurtu Odry – Domiąży i innej odnogi Odry – Polickiego Nurtu otaczają największą wyspę Polic – Polickie Łąki. Do Łarpi uchodzi Przęsocińska Struga.
Nad Łarpią położone jest Stare Miasto Polic i osiedle Mścięcino. 

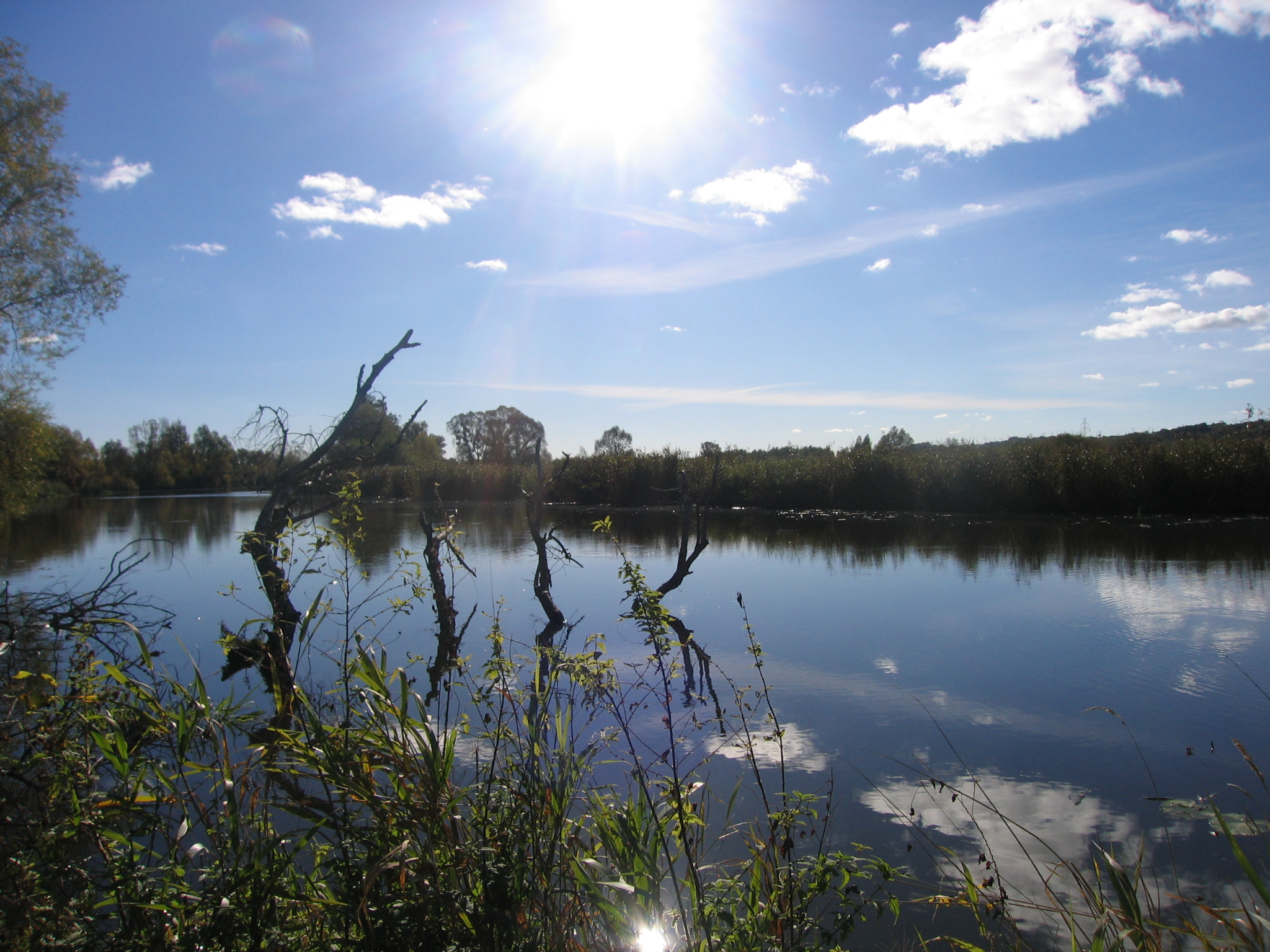
Łarpia

W 2003 roku, zarejestrowane zostało pozarządowe Stowarzyszenie Ekologiczne "Łarpia" mające na celu oczyszczenie rzeki, promowanie jej terenów jako miejsca do wypoczynku, organizowanie imprez turystycznych i rekreacyjnych, edukację ekologiczną oraz promowanie wędkarstwa, żeglarstwa czy kajakarstwa.
Od Łarpi pochodzi nazwa festiwalu Łarpia Sail Festival.